# Paper Monsters
Paper Monsters – solowa płyta wokalisty i frontmana grupy Depeche Mode, Davida Gahana. Wydana została przez Mute i Sire 2 czerwca i 3 czerwca 2003 w Europie i Ameryce Północnej.
Album wyprodukowany został przez Kena Thomasa, który znany jest ze współpracy z islandzkim zespołem Sigur Rós. Po wydaniu album zdobył mieszane recenzje. Stał się ogromnym sukcesem w Wielkiej Brytanii, gdzie zadebiutował na #36 miejscu. Również w niemieckich, szwedzkich i szwajcarskich rankingach okazał się sukcesem komercyjnym znajdując się w Top 40. Po wydaniu albumu Gahan wyruszył w trasę „Paper Monsters Tour”. Gdy odbywał się koncert w Olympii w Paryżu, zezwolono na jego nagranie które potem wydano na płycie DVD Live Monsters, z której wydano singel „A Little Piece”.
Z albumu wydano trzy single, „Dirty Sticky Floors”, „I Need You” i „Bottle Living/Hold on”. Dotarły one do Top 40.
Paper Monsters jest pierwszą płytą solową po dziesiątym albumie studyjnym Exciter grupy Depeche Mode z 2001 roku. Na albumie znalazły się kompozycje stworzone przez Gahana i Knoxa Chandlera. Gahan udowadnia tym albumem, że sam również potrafi tworzyć i po wcześniejszych osobistych problemach jest w pełni dojrzały do dalszej pracy.

## Lista utworów
Wszystkie utwory zostały stworzone przez Davida Gahana i Knoxa Chandlera
1. „Dirty Sticky Floors” - 3:11
2. „Hold on” - 4:17
3. „A Little Piece” - 5:10
4. „Bottle Living” - 3:31
5. „Black and Blue Again” - 5:41
6. „Stay” - 4:17
7. „I Need You” - 4:45
8. „Bitter Apple” - 5:59
9. „Hidden Houses” - 5:01
10. „Goodbye” - 5:52

### DVD
1. A Short Film
2. „Dirty Sticky Floors” (teledysk)
3. Exclusive b-roll footage from the „Dirty Sticky Floors” (wideo)
4. „Hold on” (exclusive New York acoustic performance)
5. „A Little Piece” (exclusive New York acoustic performance)
6. Exclusive b-roll footage from the New York acoustic performance
7. Photo Gallery

## Twórcy
- Knox Chandler
- David Gahan
- Victor Indrizzo
- Vincent Jones
- Martyn Lenoble

- Produkcja: Ken Thomas
- Nagrywano w Electric Lady, Nowy Jork, USA
- Miksowano w Eden Studios At The Instrument, Londyn, Wielka Brytania
- Inżynierowie: Ken Thomas
- Autor okładki: Anton Corbijn
- Wydawca: Mute Records
- Etykieta: STUMM

## Trasa koncertowa Live Monsters
Live Monsters pierwsza solowa trasa koncertowa Dave’a Gahana promująca album Paper Monsters; obejmuje siedemdziesiąt jeden koncertów.
| I oraz II część trasy 1. Hidden Houses 2. Hold On 3. Dirty Sticky Floors 4. A Question of Time (Depeche Mode) 5. Bitter Apple 6. Black & Blue Again 7. Stay 8. A Little Piece 9. Walking in My Shoes (Depeche Mode) 10. I Need You 11. Bottle Living 12. Personal Jesus (Depeche Mode) 13. Goodbye 14. I Feel You (Depeche Mode) 15. Never Let Me Down Again (Depeche Mode) 16. Policy of Truth 17. Enjoy the Silence / Just Can’t Get Enough (Depeche Mode) | III część trasy 1. Dirty Sticky Floors 2. Hidden Houses 3. Black & Blue Again 4. A Question Of Time 5. Bitter Apple 6. A Little Piece 7. Useless (Depeche Mode) 8. I Need You 9. Walking in My Shoes 10. Bottle Living 11. Personal Jesus 12. Goodbye 13. Hold On 14. I Feel You 15. Never Let Me Down Again 16. Condemnation (Depeche Mode) (zagrane w Mediolanie) 17. Dream On (Depeche Mode) 18. Enjoy the Silence / Just Can’t Get Enough 19. Policy Of Truth |

| Lp. | Data koncertu        | Miejscowość      | Kraj            | Miejsce koncertu                 | Grupa supportująca | Uwagi                     |
| --- | -------------------- | ---------------- | --------------- | -------------------------------- | ------------------ | ------------------------- |
| 1.  | 5 czerwca 2003       | Zurych           | Szwajcaria      | Volkshaus                        |                    |                           |
| 2.  | 7 czerwca 2003       | Nürburgring      | Niemcy          |                                  |                    | Rock am Ring Festival     |
| 3.  | 8 czerwca 2003       | Nürburgring      | Niemcy          |                                  |                    | Rock am Ring Festival     |
| 4.  | 10 czerwca 2003      | Berlin           | Niemcy          | Columbia Halle                   |                    |                           |
| 5.  | 12 czerwca 2003      | Hultsfred        | Szwecja         |                                  |                    | Hultsfred Festival        |
| 6.  | 13 czerwca 2003      | Oslo             | Norwegia        |                                  |                    | Norwegian Wood Festival   |
| 7.  | 14 czerwca 2003      | Imola            | Włochy          |                                  |                    | Heineken Jamming Festival |
| 8.  | 15 czerwca 2003      | Seinäjoki        | Finlandia       |                                  |                    | Provinssirock Festival    |
| 9.  | 17 czerwca 2003      | St. Petersburg   | Rosja           | New Ice Arena                    |                    |                           |
| 10. | 18 czerwca 2003      | Moskwa           | Rosja           | Olimpijskij                      |                    |                           |
| 11. | 20 czerwca 2003      | Kijów            | Ukraina         | Palace of Sports                 |                    |                           |
| 12. | 23 czerwca 2003      | Budapeszt        | Węgry           | Arena                            |                    |                           |
| 13. | 24 czerwca 2003      | Praga            | Czechy          | T-Mobile Arena                   |                    |                           |
| 14. | 26 czerwca 2003      | Kopenhaga        | Dania           |                                  |                    | Roskilde Festival         |
| 15. | 28 czerwca 2003      | Werchter         | Belgia          |                                  |                    | Werchter Festival         |
| 16. | 29 czerwca 2003      | Pilton           | Wielka Brytania |                                  |                    | Glastonbury Festival      |
| 17. | 1 lipca 2003         | Lipsk            | Niemcy          | Haus Auensee                     |                    |                           |
| 18. | 2 lipca 2003         | Hamburg          | Niemcy          | Stadt Park                       |                    |                           |
| 19. | 4 lipca 2003         | Paryż            | Francja         | Olympia                          |                    |                           |
| 20. | 5 lipca 2003         | Paryż            | Francja         | Olympia                          |                    |                           |
| 21. | 6 lipca 2003         | Belfort          | Francja         |                                  |                    | Eurockeenes Festival      |
| 22. | 9 lipca 2003         | Londyn           | Wielka Brytania | Shepherd’s Bush Empire           |                    |                           |
| 23. | 10 lipca 2003        | Londyn           | Wielka Brytania | Shepherd’s Bush Empire           |                    |                           |
| 24. | 12 lipca 2003        | Manchester       | Wielka Brytania |                                  |                    | Move Festival             |
| 25. | 13 lipca 2003        | Wolverhampton    | Wielka Brytania | Civic Hall                       |                    |                           |
| 26. | 18 lipca 2003        | Atlanta          | USA             | The Roxy                         |                    |                           |
| 27. | 20 lipca 2003        | Waszyngton       | USA             | 9:30 Club                        |                    |                           |
| 28. | 21 lipca 2003        | Filadelfia       | USA             | Electric Factory                 |                    |                           |
| 29. | 23 lipca 2003        | Nowy Jork        | USA             | Hammerstein Ballroom             |                    |                           |
| 30. | 26 lipca 2003        | Boston           | USA             | Avalon Ballroom                  |                    |                           |
| 31. | 29 lipca 2003        | Montreal         | Kanada          | Metropolis                       |                    |                           |
| 32. | 30 lipca 2003        | Toronto          | Kanada          | Kool Haus                        |                    |                           |
| 33. | 1 sierpnia 2003      | Chicago          | USA             | Aragon Ballroom                  |                    |                           |
| 34. | 2 sierpnia 2003      | Detroit          | USA             | Majestic Theatre                 |                    |                           |
| 35. | 5 sierpnia 2003      | San Antonio      | USA             | Majestic Theatre                 |                    |                           |
| 36. | 6 sierpnia 2003      | Houston          | USA             | Verizon Wireless Theatre         |                    |                           |
| 37. | 7 sierpnia 2003      | Dallas           | USA             | Next Stage                       |                    |                           |
| 38. | 9 sierpnia 2003      | Denver           | USA             | The Fillmore Auditorium          |                    |                           |
| 39. | 11 sierpnia 2003     | Salt Lake City   | USA             | Kingsbury Hall                   |                    |                           |
| 40. | 14 sierpnia 2003     | Vancouver        | Kanada          | Vogue Theatre                    |                    |                           |
| 41. | 15 sierpnia 2003     | Portland         | USA             | Crystal Ballroom                 |                    |                           |
| 42. | 16 sierpnia 2003     | Seattle          | USA             | Paramount                        |                    |                           |
| 43. | 18 sierpnia 2003     | San Francisco    | USA             | Warfield                         |                    |                           |
| 44. | 21 sierpnia 2003     | San Diego        | USA             | Copley Symphony Hall             |                    |                           |
| 45. | 22 sierpnia 2003     | Phoenix          | USA             | Dodge Theatre                    |                    |                           |
| 46. | 23 sierpnia 2003     | Las Vegas        | USA             | The Joint                        |                    |                           |
| 47. | 25 sierpnia 2003     | Las Vegas        | USA             | The Wiltern                      |                    |                           |
| 48. | 26 sierpnia 2003     | Las Vegas        | USA             | The Wiltern                      |                    |                           |
| 49. | 27 października 2003 | Manchester       | Wielka Brytania | Manchester Apollo                |                    |                           |
| 50. | 29 października 2003 | Londyn           | Wielka Brytania | Carling Hammersmith              |                    |                           |
| 51. | 31 października 2003 | Bruksela         | Belgia          | Forest National                  |                    |                           |
| 52. | 1 listopada 2003     | Frankfurt Niemcy |                 | Jahrhunderthalle                 |                    |                           |
| 53. | 2 listopada 2003     | Berlin Niemcy    |                 | Arena Trepto                     |                    |                           |
| 54. | 4 listopada 2003     | Sztokholm        | Szwecja         | Annexet                          |                    |                           |
| 55. | 5 listopada 2003     | Kopenhaga        | Dania           | KB Hallen                        |                    |                           |
| 56. | 7 listopada 2003     | Katowice         | Polska          | Spodek                           |                    |                           |
| 57. | 8 listopada 2003     | Bratysława       | Słowacja        | Incheba Hall                     |                    |                           |
| 58. | 10 listopada 2003    | Wiedeń           | Austria         | Gasometer                        |                    |                           |
| 59. | 11 listopada 2003    | Monachium        | Niemcy          | Zenith                           |                    |                           |
| 60. | 13 listopada 2003    | Erfurt           | Niemcy          | Thüringenhalle                   |                    |                           |
| 61. | 14 listopada 2003    | Düsseldorf       | Niemcy          | Philipshalle                     |                    |                           |
| 62. | 15 listopada 2003    | Magdeburg        | Niemcy          | Bördelandhalle                   |                    |                           |
| 63. | 17 listopada 2003    | Hanower          | Niemcy          | Stadionsporthalle                |                    |                           |
| 64. | 18 listopada 2003    | Bazylea          | Szwajcaria      | Festaal Messe Basel, Avo Session |                    |                           |
| 65. | 20 listopada 2003    | Paryż            | Francja         | Zenith                           |                    |                           |
| 66. | 22 listopada 2003    | Stuttgart        | Niemcy          | Böblingen Sporthalle             |                    |                           |
| 67. | 24 listopada 2003    | Mediolan         | Włochy          | Alcatraz                         |                    |                           |
| 68. | 26 listopada 2003    | Vitoria          | Hiszpania       | Mendizorroza                     |                    |                           |
| 69. | 27 listopada 2003    | Madryt           | Hiszpania       | La Riviera                       |                    |                           |
| 70. | 29 listopada 2003    | Walencja         | Hiszpania       | Republica                        |                    |                           |
| 71. | 30 listopada 2003    | Barcelona        | Hiszpania       | Razzmatazz                       |                    |                           |